# جمهوری کروات هرزگ-بوسنی
جمهوری کروات بوسنی و هرزگوین(به کروات: Hrvatska Republika Herceg-Bosna) نام دولتی غیر رسمی‌ است که در گرماگرم جنگ بوسنی از ۱۹۹۱ تا ۱۹۹۴ میلادی در بوسنی و هرزگوین موجودیت داشت.
این شبه دولت در ۱۸ نوامبر ۱۹۹۱ و به نام جامعهٔ کروات بوسنی و هرزگوین اعلام وجود کرد. این دولت از سوی کرواسی پشتیبانی می‌شد. همچنین زبان رسمی این دولت زبان کروات و پول مورد استفادهٔ آن دینار کرواسی بود. این دولیت همچنین از نمادهای کروات بهره برده و سامانهٔ آموزشی کروات‌ها را به کار می‌بست. در ۱۴ سپتامبر ۱۹۹۲، جمهوری بوسنی و هرزگوین این جامعه را غیر قانونی خواند. در ۱۹۹۴ جمهوری کروات بوسنی و هرزگوین منحل شد و برپایهٔ موافقت‌نامه واشنگتن به جمهوری بوسنی و هرزگوین پیوست و فدراسیون بوسنی و هرزگوین را تشکیل داد.
مرکز جمهوری باختر شهر موستار بود، ولی از آنجا که این شهر کانون زد و خورد بود در عمل مرکزیت این دولت با شهر گروده بود.
حزب حاکم در این جمهوری شاخه‌ای از حزب اتحاد دموکراتیک کروات به نام اتحاد دموکراتیک کروات بوسنی و هرزگوین بود. این جمهوری بعدها به اعمال پاکسازی قومی علیه شهروندان بوسنیایی نژاد متهم شد.